# Machimus hirtipes
Machimus hirtipes är en tvåvingeart som beskrevs av Ricardo 1919. Machimus hirtipes ingår i släktet Machimus och familjen rovflugor. Inga underarter finns listade i Catalogue of Life.